# 卢赛洛
卢赛洛（Jean-Pierre Rousselot；1846年—1924年），法国语言学家，实验语音学的创始人。曾任教于巴黎天主教大学。他通过实验认为语音变化是缓慢、可预测的，引入了“音位”概念，深入研究语音变化趋势。代表作有《实验语音学原理》（1897 - 1908）。